# L'Emprise des ténèbres
Pour plus de détails, voir Fiche technique et Distribution.
L'Emprise des ténèbres (The Serpent and the Rainbow) est un film d'horreur américain réalisé par Wes Craven et sorti en 1988. Il est basé sur ouvrage non-fictionnel de l'ethnobotaniste et anthropologue canadien Wade Davis, The Serpent and the Rainbow (qui a donné son titre original au film), une étude des pratiques vaudou en Haïti, en particulier le processus de zombification.

## Synopsis

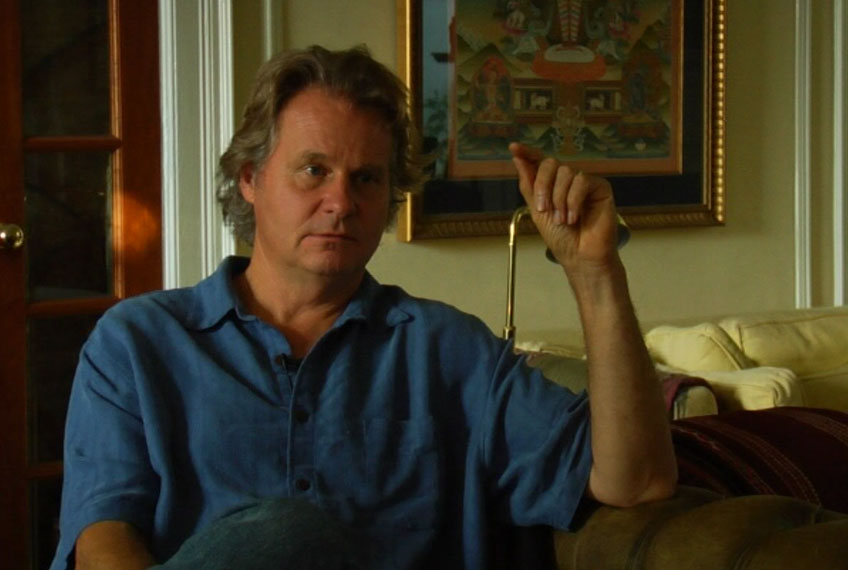
Le film s'inspire de l’œuvre de Wade Davis, ici en 2008

Denis Allan, anthropologue diplômé de l'université Harvard, est de retour à Boston après un long séjour en Amazonie. Il a pu y étudier et expérimenter les drogues utilisées par les chamanes. Le représentant d'une entreprise pharmaceutique lui propose alors de se rendre en Haïti, en quête d'une hypothétique substance utilisée par les sorciers vaudous pour zombifier leurs victimes. En effet, si les rumeurs sur les zombies sont fondées et qu'une telle drogue existe, ses applications dans le domaine de l'anesthésie seraient des plus intéressantes.
Allan se rend donc sur l'île, où il sera confronté à la puissance ténébreuse du vaudou, à son emprise sur la société haïtienne et à l'usage qu'en font les sbires du dictateur Jean-Claude Duvalier, les Tontons Macoutes.

## Fiche technique
Sauf indication contraire, les informations mentionnées dans cette section peuvent être confirmées par la base de données cinématographiques IMDb,  présente dans la section « Liens externes ».
- Titre français : L'Emprise des ténèbres
- Titre original : The Serpent and the Rainbow
- Réalisation : Wes Craven
- Scénario : Richard Maxwell et Adam Rodman, d'après le livre The Serpent and the Rainbow de Wade Davis
- Musique : Brad Fiedel
- Photographie : John Lindley
- Montage : Glenn Farr
- Décors : David Nichols
- Direction artistique : David Brisbin
- Costumes : Peter Mitchell
- Production : Keith Barish (en), Doug Claybourne, Rob Cohen, Robert Engelman et David Ladd (en)
- Société de production : Universal Pictures
- Distribution : Universal Pictures (États-Unis)
- Budget : 7 millions de dollars[3]
- Pays d'origine :  États-Unis
- Format : Couleurs - 1,85:1 - 35 mm
- Genre : horreur, fantastique
- Durée : 98 minutes
- Dates de sortie :
  - États-Unis : 5 février 1988
  - France : 11 mai 1988
- Film interdit aux moins de 12 ans lors de sa sortie en salles en France

## Distribution
- Bill Pullman (VF : Yves-Marie Maurin) : Dennis Alan
- Cathy Tyson (en) (VF : Maïk Darah) : Marielle Duchamp
- Zakes Mokae : Dargent Peytraud
- Paul Winfield (VF : Robert Liensol) : Lucien Céline
- Brent Jennings (VF : Med Hondo) : Louis Mozart
- Conrad Roberts (en) : Christophe Durand (inspiré de Clairvius Narcisse)
- Badja Djola : Gaston
- Theresa Merritt : Simone
- Michael Gough (VF : Bernard Dhéran) : Schoonbacher
- Paul Guilfoyle : Andrew Cassedy
- Dey Young : Mme Cassedy
- Aleta Mitchell (en) : Celestine

## Production
Le scénario s'inspire du livre The Serpent and the Rainbow de Wade Davis, qui y raconte sa propre expérience. Cet ethnobotaniste et anthropologue a mené la première enquête scientifique sur les zombies, très présents dans la religion vaudoue. Il cherchait à comprendre la cause de tous les mythes sur les zombies et les effets provoqués par certaines substances végétales. Wade Davis voulait initialement que le film soit réalisé par Peter Weir avec Mel Gibson dans le premier rôle,.
Wes Craven a été très séduit par l'idée d'aborder de manière plus réaliste les zombies :

« Les pratiques dangereuses comme la « zombification » sont l’apanage d’une secte. Ces « zombies » existent réellement : ce sont des personnes qui ont été empoisonnées avec un psychotrope appelé tétrodotoxine qui agit comme un anesthésiant. Le cœur continue à battre mais de manière si faible que le corps paraît inerte. Et comme en Haïti, les corps sont enterrés rapidement faute de réfrigération et de traitement, les victimes de la drogue sont elles-mêmes assez vite enterrées. La « zombification » se déroule de la manière suivante. D'abord, ils vous assomment avec la tétrodotoxine et vous font passer pour mort. Vous êtes donc enterrés, puis vous vous réveillez dans le cercueil et suffoquez. Ils vous sortent de là en toute dernière minute. Commence alors un autre processus. Ils vous injectent une drogue hallucinogène très puissante, le daturo, à doses régulières, en vous répétant qu’ils vous ont volé votre âme, jusqu’à vous rendre fou, persuadé que vous êtes devenu un mort-vivant. C’est comme si vous aviez pris 200 acides d’un seul coup. Vos proches vous croient réellement mort, alors vous errez comme un vagabond dans un état de confusion mentale totale, avec un air de zombie. »

— Wes Craven
Se tournant vers un registre un peu différent de ses précédents films d'horreur, Wes Craven bénéficie ici d'un confortable budget de 7 millions de dollars, à l'époque le plus important de sa carrière. Le tournage a pu se dérouler en Haïti (Saut-d'Eau, aéroport international Toussaint-Louverture, Port-au-Prince, ...), notamment grâce au soutien de l'armée, qui venait de prendre le pouvoir, et après la bénédiction d'un sorcier vaudou : 

« Nous avons donc engagé des militaires et nous avons convaincu les prêtres que le film traiterait du culte vaudou de manière respectueuse. On nous a alors conduits jusqu’au soi-disant prêtre le plus puissant de l’île qui a consenti à nous accorder sa protection et nous a délivré en quelque sorte une autorisation de tournage dans certaines parties de l’île. »

— Wes Craven
La situation politique et la dégradation du climat social ont cependant forcé l'équipe à terminer les prises dans la République dominicaine voisine. Quelques scènes sont par ailleurs tournées à Boston (notamment à Copley Square).
Durant le tournage, le scénariste Richard Maxwell participe à un rite de zombification mené par un sorcier vaudou, comme le raconte Wes Craven :

« Il faut croire que Richard a bien été drogué pendant cette entrevue, car il s’est comporté comme un fou pendant une bonne semaine. Il s’est enfermé dans sa chambre, ne s’habillant plus, et prétextant qu’il devait se concentrer pour pouvoir écrire. Le premier jour de tournage, j’ai été réveillé à 5 heures du matin par le son de quelqu’un qui frappait à ma porte, puis par des bruits venant du toit et du patio. Je suis allé ouvrir la porte et j’ai trouvé Richard abasourdi, hagard, mal rasé, un tas de mégots de cigarettes à ses pieds. Il avait passé la moitié de la nuit là. Il m’a dit : « Je voulais juste te souhaiter bonne chance car les vaudous et les producteurs sont tous contre moi et veulent me tuer. » On a dû le rapatrier d’urgence aux États-Unis. Quatre jours plus tard, il s’est réveillé, lucide, et le seul souvenir qui lui restait de ce trip était les mots qu’avait prononcés le sorcier : « Tu le seras! »

— Wes Craven

## Bande originale
La musique du film est composée par Brad Fiedel. La bande originale du film a été très peu éditée, uniquement en vinyle et quelques CD (format en plein développement à cette époque).
Liste des titres
1. Main Title - 3:55
2. Revolution - 3:45
3. Battle For Souls - 2:45
4. Nightmare - 2:15
5. Love Scene - 2:05
6. Dennis Powdered - 3:10
7. Nailed - 2:25
8. Dennis Dug Out - 2:30
9. Procession - 4:00
10. Leaving Haiti - 1:10
11. Jungle Vision - 2:25
12. Out Of Jungle - 2:15
13. Powder Making - 1:50
14. Back To Haiti - 1:05
15. Christophe - 2:35
16. Question Montage - 1:00
17. Dragged Into Office - 1:00
18. Dennis Dumped - 0:50
19. End Credits - 5:10

On peut également entendre dans le film des chansons d'artistes haïtiens comme Tabou Combo et Coupé Cloué ainsi que la sonate no 14 de Domenico Scarlatti.

## Accueil
Le film reçoit des critiques partagées. Sur l'agrégateur américain Rotten Tomatoes, il récolte 65% d'opinions favorables pour 34 critiques et une note moyenne de 5,80⁄10 avec comme consensus : « Bien qu'il soit parfois submergé d'effets spéciaux excessifs, The Serpent and the Rainbow s'inspire d'une atmosphère effrayante pour livrer une histoire intelligente et politiquement informée. » Sur Metacritic, il obtient une note moyenne de 64⁄100 pour 13 critiques.
Roger Ebert du Chicago Sun-Times donne au film la note de 3 sur 4 et plébiscite la performance de Bill Pullman, des plans « étourdissants » ainsi que l'utilisation sérieuse de la mythologie vaudou.
Le film récolte 19 595 031 $ au box-office américain. En France, il n'attire que 134 139 spectateurs en salles.

## Distinction
Le film ne reçoit qu'une seule nomination : aux Saturn Awards 1990 dans la catégorie du meilleur maquillage.